# Liste der Stolpersteine in Solingen-Höhscheid

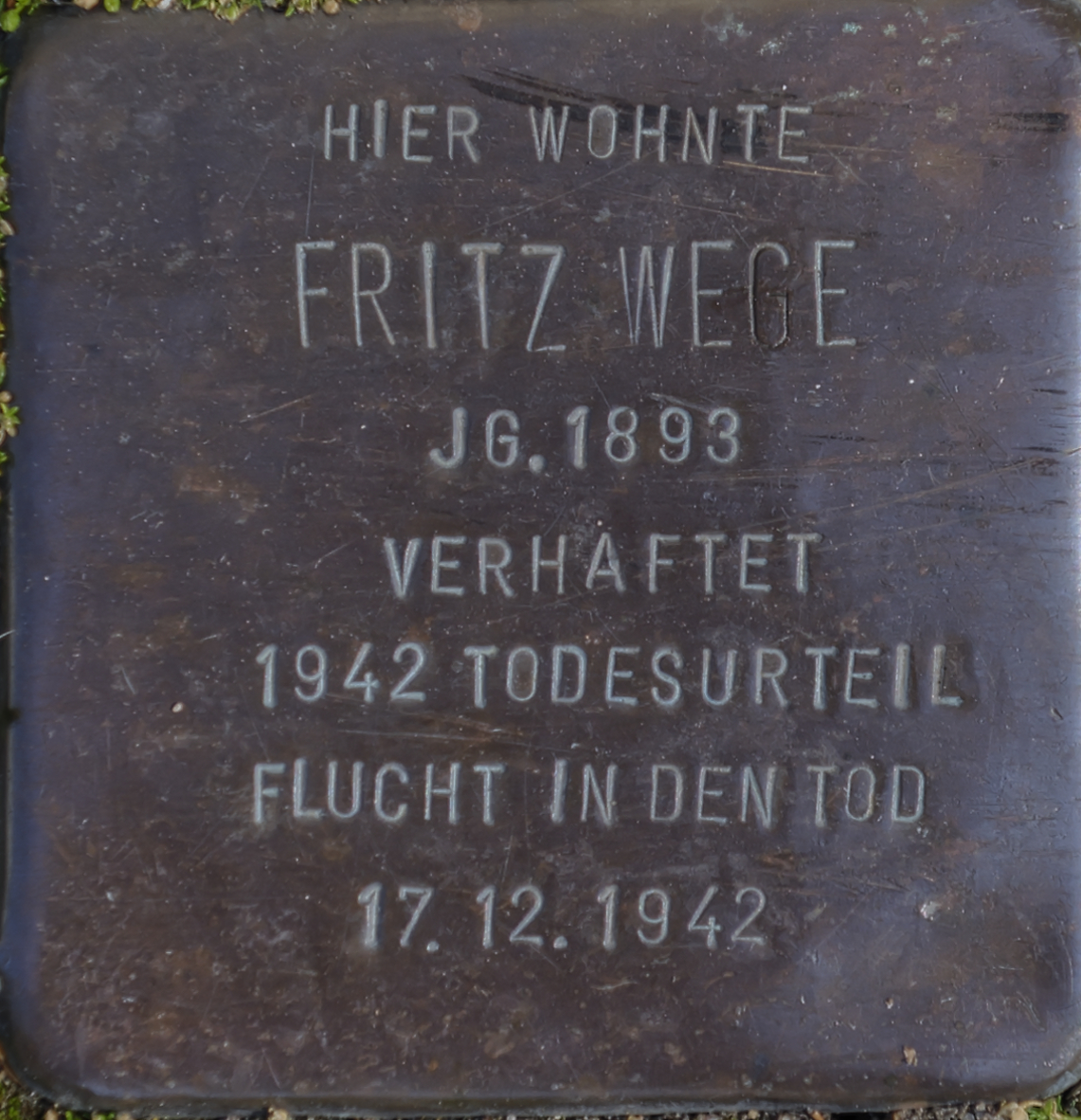
Der erste Stolperstein in Solingen

Die Liste der Stolpersteine in Solingen-Höhscheid enthält Stolpersteine, die im Rahmen des gleichnamigen Kunst-Projekts von Gunter Demnig in Solingen-Höhscheid verlegt wurden. Mit ihnen soll an Opfer des Nationalsozialismus erinnert werden, die in Solingen-Höhscheid lebten und wirkten.
Diese Liste ist Teil der Liste der Stolpersteine in Solingen

## Liste der Stolpersteine
| Nr. | Person        | Adresse                 | Inschrift | Bild | weitere Informationen |
| --- | ------------- | ----------------------- | --- | ---- | --- |
| 3   | Wilhelm Reeks | Bergerstraße 63 ⊙       | Hier wohnte Wilhelm Reeks Jg. 1904 1935 Gestapohaft Tot 20.6.1943 Bei Bombenentschärfung                                                                |      | Der in Solingen geborene Wilhelm Reeks war überzeugtes und aktives Mitglied der KPD. Nach seiner Schutzhaft im KZ Börgermoor übernahm er am 4. April 1934 beratende Aufgaben in Solingen ohne direkt aufzutreten, da er polizeilich bekannt war. 1934 holte in Ernst Bertram nach Wuppertal, um die dortige KPD und ihre Organisationen wieder aufzubauen. 1935 wurde er verhaftet und im Wuppertaler Gewerkschaftsprozess zu 10 Jahren Zuchthaus verurteilt, später kam er in die JVA Lüttringhausen. Nach seiner Entlassung meldete er sich für das Bombensprengkommando zur Beseitigung von Blindgängern nach Luftangriffen. Am 20. Juni 1943 kam er bei der Sprengung einer Bombe in Düsseldorf ums Leben.                                                     |
| 4   | Tilde Klose   | Gasstraße 22 ⊙          | Hier wohnte Tilde Klose Jg. 1892 Deportiert Papenburg Ravensbrück Ermordet 1942 Bernburg/Saale                                                          |      | viele Informationen zu Tilde Klose |
| 5   | Ernst Moll    | Köcherstr. 34 ⊙         | Hier wohnte Ernst Moll Jg. 1892 im Widerstand Gestapohaft tot 13.4.1944                                                                                 |      | |
| 6   | Lina Moll     | Köcherstr. 34 ⊙         | Hier wohnte Lina Moll geb. Ern Jg. 1894 im Widerstand verurteilt 1944 Todestag 11.5.1962                                                                |      | |
| 70  | Vera Stock    | Grünewalder Str. 3 ⊙    | Hier wohnte Vera Stock geb. Meirowitsch Jg. 1862 deportiert 1942 Theresienstadt 20.9.1942                                                               |      | Vera Mirowitsch wurde am 15. Februar 1860 in Rietavas (russ. Retowo), Kowno, Russland geboren. Über Leipzig kam sie mit ihrem Mann Itzko Stock am 24. Oktober 1889 nach Solingen. 1892 zog sie nach Kiew und 1904 mit ihrem Sohn zurück nach Solingen, wo sie einen Schreib- und Tabakwarenkleinhandel betrieb. Ihr Mann verstarb 1936. 1938 zog sie in das Haus von Friederike Blondine Strauss sowie Herta und Walter Brauer. 1939 wurde sie in das Judenhaus Pfaffenberger Weg 190 und 1941 in das Jüdische Altersheim in Elberfeld eingewiesen. Mit dem Transport VII/1, č. 877 (von Düsseldorf nach Terezín) wurde sie am 22. Juli 1942 nach Theresienstadt deportiert, wo sie am 20. September 1942 82-jährig laut Todesfallanzeige an Darmkatarrh verstarb. |
|     | Paul Claasen  | Weinsbergtalstraße 33 ⊙ | Hier wohnte Paul Claasen Jg. 1891 im Widerstand / KPD verhaftet 1935 verurteilt Hochverrat Zuchthaus Münster 1943 KZ Mauthausen 1945 KZ Ebensee befreit |      | Verlegung am 24. Januar 2025 |